# 다다미 넉 장 반 세계일주
《다다미 넉 장 반 세계일주》(일본어: 四畳半神話大系)는 일본의 소설가인 모리미 도미히코가 집필한 소설 및 동명의 소설을 원작으로 한 노이타미나 시간대의 TV 애니메이션이다.

## 등장인물
나(私 와타시[*])
성우 - 아사누마 신타로
이 작품의 주인공으로 이야기의 나레이터로 대학교 3학년이다. 자존심은 높지만 비활동적이며 사교성도 낮은 평범한 청년이다. 대학입학을 계기로 부활동을 통해서 '장미빛 캠퍼스 라이프'를 꿈꿨으나 오즈와 같이 의미없는 대학생활을 보내는데 허송세월하게 된다. 1학년 여름 때 여자 관계에 대해 아픈 기억을 갖고 있으며 동아리 내의 교우관계가 좋지 못하며 고립되어 있다. 또 오즈에게 감화되기도 해서 성격이 한 층 비뚤어지게된다.
죠니
성우 - 히야마 노부유키
또다른 '나'. 애니메이션에서는 데포르메된 말 탄 카우보이 모습으로 그려져있다.
오즈
성우 - 요시노 히로유키
아카시
성우 - 사카모토 마아야
히구치 세이타로
성우 - 후지와라 케이지
하누키 료코
성우 - 카이다 유코
조가사키 마사키
성우 - 스와베 준이치
카오리 씨
성우 - 노토 미와코 / 망상할 때의 성우 - 아사누마 신타로、아사누마 신타로
아이지마
성우 - 사토 세츠지
점쟁이 노파
성우 - 마야마 아코
고히나타

## 매체

### 소설
교토시를 무대로 대학교 3학년인 남학생이 1학년 때에 정한 동아리에 의해 스스로의 대학생활을 어떻게 바꾸는가, 그 가능성을 그린 1인칭소설이다. 서로 다른 4개의 이야기로 구성되어 있다. 태양의 탑으로 데뷔한 후 오다출판부의 편집자에게서 "여기서 '태양의 탑'과 같은 잉여 대학생이 나오는 작품을 써줬으면 한다"라는 말을 들은 것이 집필 동기가 되었다고 언급했으며 무대설정등은 '태양의 탑'과 유사하다.
'태양의 탑'과 가장 다른 점은 평행 세계의 요소가 들어가 있다는 점이다. 각화마다 '나'는 다른 동아리, 조직에 소속되지만 결말이랑 등장인물이 공통으로 관계되어 있으며 제4화에서 '나'는 평행세계를 횡단하게 된다. 이야기 마지막에 평행세계라는 것이 명확하게 되는 전개는 없으며 각화별로 시작(서두)가 통일되어 있는 등 각화가 전부 평행세계라는 것을 전제로 쓰여졌다. 평행세계라는 아이디어는 '큐브'의 영향도 있다.
- 제1화：다다미 넉 장 반 사랑의 훼방꾼 (테니스 동아리에 들어간 이야기)
- 제2화：다다미 넉 장 반 자학적 대리대리전쟁 (히구치의 '제자구함' 전단지 이야기)
- 제3화：다다미 넉 장 반의 달콤한 생활 (소프트볼 동아리 '포그니'에 들어간 이야기)
- 제4화：80일간의 다다미 넉 장 반 일주 (비밀 조직 '복묘반점'에 들어간 이야기)

2008년 8월에 한국어로 『다다미 넉장반 세계일주』가 출판되었으며 2009년 12월에 번체 중국어로 『四疊半宿舍, 青春迷走』가 시보문화에서, 2010년 8월에는 간체 중국어로 『四叠半神话大系』가 상해인민출판사에서 간행되었다.

### 애니메이션
TV 애니메이션은 총 11화로 구성되어 있기 때문에 애니메이션화를 할 때는 책의 설정 같은 것을 빼지않도록 배려하고 소설판에 나오는 각화의 에피소드나 파트를 재편성해서 10개의 패턴이 되는 평행세계로 다시 정리했다.